# رامان ۵۵۷۵۳
سیارک ۵۵۷۵۳ (به انگلیسی: 55753 Raman، نامگذاری:1991RF5) پنجاه و پنج هزار و هفتصد و پنجاه و سومین سیارک کشف شده‌است که در ۱۳ سپتامبر ۱۹۹۱ کشف شد.